# Pont d'Austerlitz
De Pont d'Austerlitz (Austerlitzbrug) is een brug over de rivier de Seine in de Franse hoofdstad Parijs, gebouwd in 1854.

## Geschiedenis

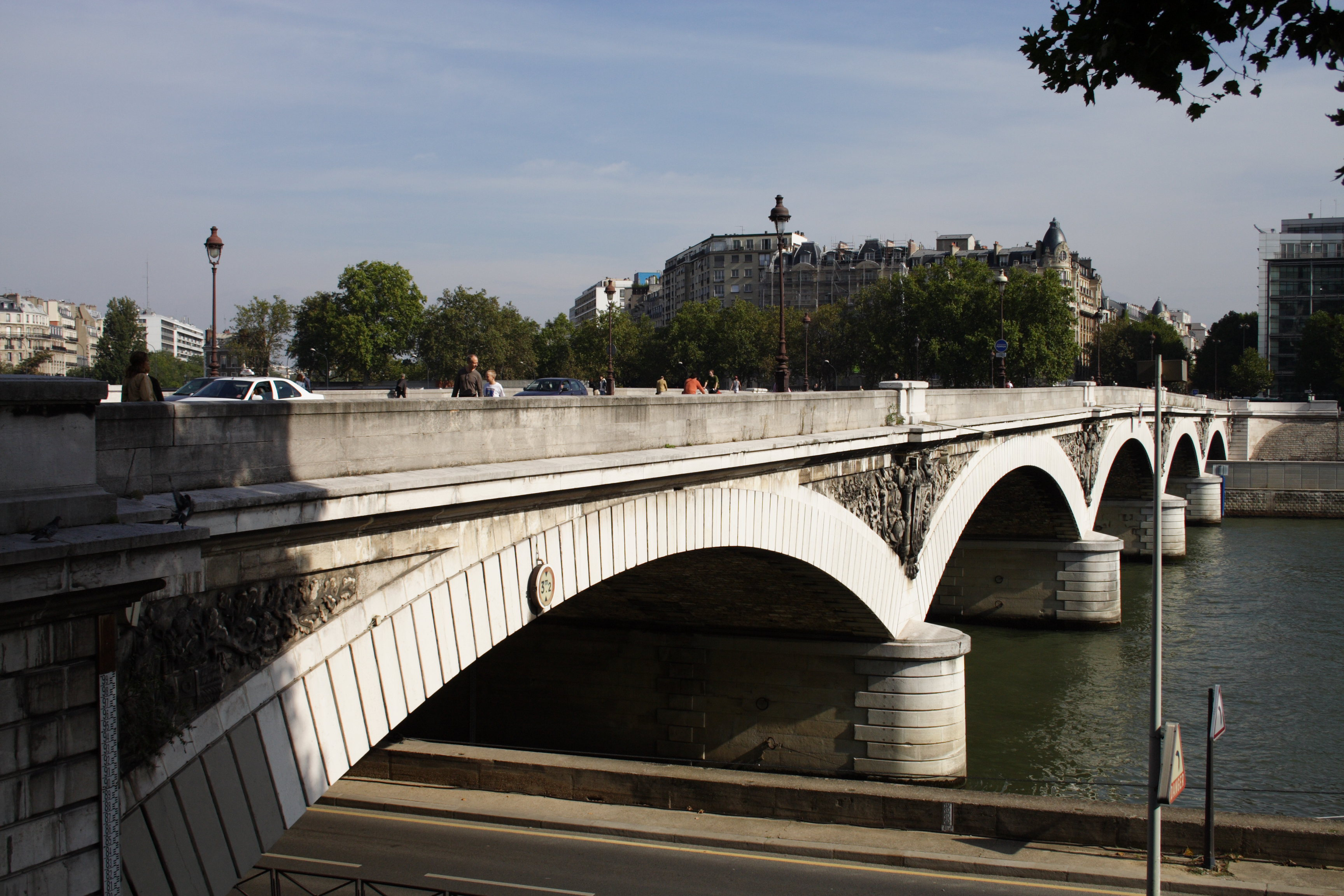
De brug vanaf de straat

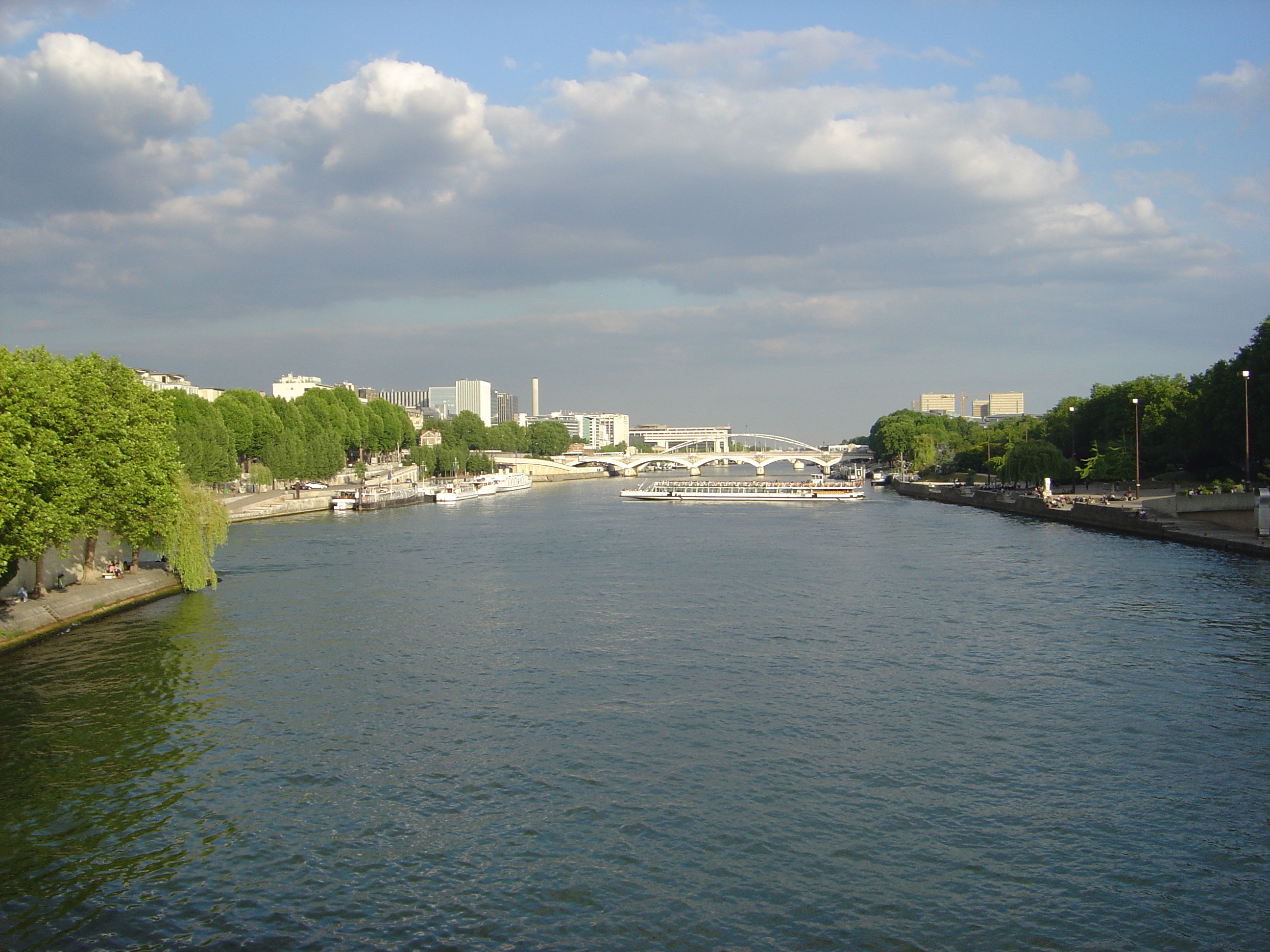
De brug vanaf de Pont de Sully

De Pont d'Austerlitz werd gebouw als antwoord op de roep om een verbinding van de Rue du Faubourg-Saint-Antoine (en daarmee de buitenwijken van Saint-Antoine) aan de Rive Droite met de Jardin des Plantes aan de Rive Gauche. Het eerste ontwerp, van Jean-Baptiste Perronet, dateert uit 1773 en behelsde een houten brug van 220 meter lang. Later kwam de architect Beaumarchais met een plan voor een metalen brug. Aan het begin van de 19e eeuw werd er voor het eerst een brug geconstrueerd. In 1801 ontwierpen ingenieurs Corneille Lamandé en Becquey de Beaupré een vijfbogige brug van gietijzer van 32 meter breed, leunend op vier pijlers en twee gemetselde landhoofden. De totale lengte was 174 meter, met een breedte van 13 meter. Elke boog telde zeven steunbalken, bestaande uit 21 segmenten. De brug werd pas in 1807 geopend, en werd genoemd naar de overwinning van het Franse leger op de Oostenrijkers en de Russen in de Slag bij Austerlitz (1805). Na de Passerelle des Arts was het de tweede metalen brug van Parijs.
Ondanks het feit dat de bogen op metalen kussens werden gelegd kwamen er scheuren in de brug, en in 1854 kwam men tot de conclusie dat de Austerlitz moest worden herbouwd. Onder leiding van de architecten Alexandre Michal en Jules Savarin werd een nieuwe verbinding ontworpen, waarbij de bestaande steigers werden versterkt. Deze werd in tussen 1884 en 1885 door Jean-Marie-Georges Choquet met 12 meter verbreed tot 30 meter, om de grote hoeveelheden verkeer aan te kunnen.

## Locatie
De brug verbindt het 12e arrondissement met het Ve en het 13e arrondissement, ter hoogte van de Jardin des Plantes. De brug ligt vlak bij de metrostations Quai de la Rapée en Gare d'Austerlitz.

## Panorama

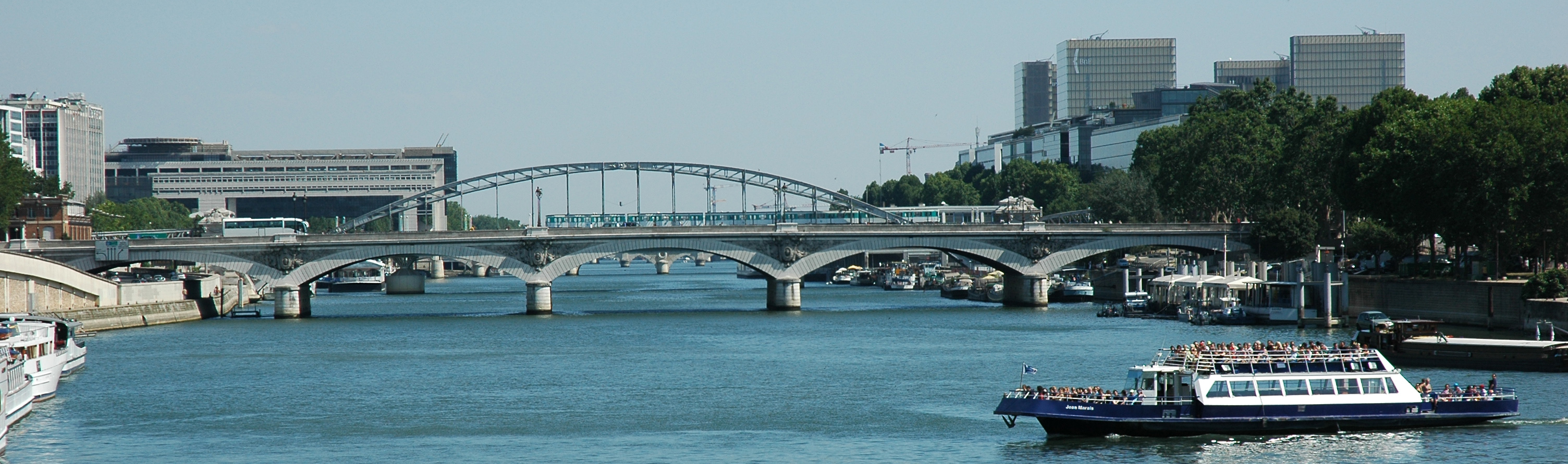
Panorama van de brug, met daarachter het Viaduc d'Austerlitz